# ヌル島
ヌル島 （ヌルとう、Null Island）またはナル島は架空の島で、特異な座標である赤道と本初子午線の交点すなわち経度0度（東経0度かつ西経0度）緯度0度（北緯0度かつ南緯0度）にあるものと設定されている。

## 概要
地理的にはギニア湾に位置する。パブリックドメインの世界地図『Natural Earth』に掲載されている。
Natural Earthでヌル島は、「1メートル四方の島」であり、「スケールランク100、つまり地図上に表示されてはならない」とされている。Natural Earthが「ヌル島」を設けた理由は、地図ソフトで座標指定エラーが発生した時などに、統計処理などに支障が出ないよう、形式的に実在しない陸地として利用するためのものである。
「ヌル島」は2009年頃、マップゼンのナザニエル・ボーン・ケルソーが設定した。それ以降、ネットジョークとして、この島の旗、地形、歴史などが発表されてきた。
その他、位置情報がともなわない施設情報などについて扱いが不適切な場合などに、この場所に存在するかのように地図にマーカーが表示されたりすることがある。
なお、ヌル島が存在するとされている場所には、実際には熱帯大西洋海洋予測研究係留アレー（PIRATA）の一環で「Station 13010-Soul」という名の海洋気象ブイが設置されている。

## 研究機関
オーストラリアの研究機関が、ヌル島について研究開発している。
Null Island Space Agency outdoor test facility
https://nullisland.space/